# Shake (software)
Shake is een programma van soft- en hardwareontwikkelaar Apple voor Mac OS X en Linux. Ondersteuning voor Windows en IRIX was aanwezig maar werd stopgezet na enige tijd. De software wordt vaak gebruikt in combinatie met Final Cut Pro (uit het Final Cut Studio-pakket)
Het programma is een van de 'post-production' programma's die veel worden gebruikt bij bijvoorbeeld het invoegen van een andere achtergrond bij gebruik van een blue- of greenscreen.
Op 30 juli 2009 heeft Apple het Shake-programma officieel beëindigd. Sommige functies van Shake zijn inmiddels ook beschikbaar in de verschillende programma's van het Final Cut Studio-pakket, waaronder de SmoothCam-filter.

## Toepassingen
Shake is gebruikt tijdens de 'post-production' van bijvoorbeeld films als Peter Jacksons The Lord of the Rings, King Kong en ook in Harry Potter-films.
Andere producties die Shake gebruikten waren in 2005 onder ander War of the Worlds, Star Wars: Episode III: Revenge of the Sith, Fantastic Four, Mission: Impossible III, Poseidon, The Incredibles, Hulk, Pirates of the Caribbean 2 en King Kong en vele ander films die worden gemaakt met Apple hard- en software (denk aan Pixar)